# Yvonne Hijgenaar
Yvonne Hijgenaar (Alkmaar, 15 de mayo de 1980) es una deportista neerlandesa que compitió en ciclismo en la modalidad de pista, especialista en las pruebas de velocidad por equipos y keirin.
Ganó cuatro medallas en el Campeonato Mundial de Ciclismo en Pista entre los años 2005 y 2009, y una medalla de oro en el Campeonato Europeo de Ómnium de 2008.
Participó en tres Juegos Olímpicos de Verano, entre los años 2004 y 2012, ocupando el quinto lugar en Atenas 2004 en la prueba de 500 m contrarreloj y el quinto lugar en Londres 2012 en velocidad por equipos.

## Medallero internacional
| Campeonato Mundial | Campeonato Mundial            | Campeonato Mundial | Campeonato Mundial    |
| Año                | Lugar                         | Medalla            | Competición           |
| ------------------ | ----------------------------- | ------------------ | --------------------- |
| 2005               | Los Ángeles ( Estados Unidos) | Medalla de bronce  | 500 m contrarreloj    |
| 2005               | Los Ángeles ( Estados Unidos) | Medalla de bronce  | Keirin                |
| 2007               | Palma de Mallorca ( España)   | Medalla de plata   | Velocidad por equipos |
| 2009               | Pruszków ( Polonia)           | Medalla de bronce  | Ómnium                |
| Campeonato Europeo |                               |                    |                       |
| Año                | Lugar                         | Medalla            | Competición           |
| 2008               | Alkmaar ( Países Bajos)       | Medalla de oro     | Ómnium esprint        |

1. ↑  Campeonato Europeo realizado sólo para la disciplina de ómnium.
2. ↑  Variedad de ómnium que incluía cuatro pruebas de esprint: 200 m vuelta lanzada, keirin, eliminación y velocidad individual.